# Das geheime Dinoversum
Das geheime Dinoversum ist eine britische Jugendbuchreihe, die unter dem Autorengruppen-Pseudonym Rex Stone mit dem englischen Originaltitel Dinosaur Cove herausgegeben wird.
Die gegenwärtig 24 englischen und 18 deutschen Bände (Stand Januar 2013) handeln von den Kindern Jan Mertens (engl. Jamie Morgan) und Tim Cramer (engl. Thomas „Tom“ Clay), die in jedem Band eine Zeitreise in die Ära der Dinosaurier unternehmen, wo der Wannanosaurus Wanna eine zentrale Rolle spielt. Die Geschichten beginnen stets in der heutigen Zeit. Eine Höhle erlaubt jeweils den Zeitsprung in die Dinosaurierzeit, und dort finden die Abenteuer statt. Im Verlaufe ihrer Abenteuer reisen sie in alle Epochen der Erdgeschichte, in denen Dinosaurier auftraten. Die Protagonisten nutzen dazu je nach Zielepoche einen Ammoniten aus der Trias-, aus der Jura- oder aus der Kreide-Zeit.
Der erste deutsche Band erschien 2009 mit dem Untertitel Die Attacke des Tyrannosaurus (Original Attack of the Lizard King, 2008).
Neben der Hauptreihe erscheint seit 2017 die Reihe Das geheime Dinoversum Xtra. Hierbei handelt es sich um gekürzte Ausgaben der Bücher, die speziell für Leseanfänger oder zum Vorlesen gedacht sind. Diese Bücher sind von Kaja Reinki farbig illustriert. Die Buchtitel sind leicht geändert.

## Liste der deutschen Titel
Alle Bücher erschienen im Loewe-Verlag in Bindlach:

### Das geheime Dinoversum
- 01 Die Attacke des Tyrannosaurus
- 02 Die Flucht des Triceratops
- 03 Der Kampf des Ankylosaurus
- 04 Der Flug des Quetzalcoatlus
- 05 Die Beute des Velociraptors
- 06 Edmontosaurier in Gefahr
- 07 Stegosaurus in Not
- 08 Der Angriff des Liopleurodon
- 09 Der Schrei des Diplodocus
- 10 Die Falle des Allosaurus
- 11 Die Höhle des Apatosaurus
- 12 Jagd auf den Compsognathus
- 13 Die List des Lystrosaurus
- 14 In den Fängen des Protosuchus
- 15 Die Rettung des Plateosaurus
- 16 Der Raubzug des Coelophysis
- 17 Umzingelt vom Preondactylus
- 18 Eoraptor am Abgrund

### Das geheime Dinoversum Xtra
- 01 Auf der Fährte des T-Rex
- 02 Gefahr für den Triceratops
- 03 Rettung für den Ankylosaurus
- 04 Flucht vor dem Quetzalcoatlus
- 05 Die Beute des Velociraptors
- 06 Bedrohung für den Edmontosaurus
- 07 Auf der Spur des Stegosaurus

## Liste der nicht auf Deutsch erschienenen Titel
- 19 Stalking the Fanned Predator
- 20 Shadowing the Wolf-Face Reptiles
- 21 Saving the Scaly Beast
- 22 Taming the Battling Brutes
- 23 Snorkelling with the Saw Shark
- 24 Hunted By the Insect Army
- 25 Journey to the Ice Age